# Ад в маленьком городке
Ад в маленьком городке (исп. Pueblo chico, infierno grande) — мексиканская 80-серийная историческая мелодрама 1997 года производства телекомпании Televisa.

## Сюжет
1890 год. В этот период народ отмечал праздник своего покровителя Сан-Луиса. Во время шествия, двое молодых людей влюбляются друг в друга — Магдалена Бельтран и Батан. Магдалена очень любит Батана, но перед днем свадьбы влюблённых Батан соблазняет её мать и после того, как она увидела их в постели, Магдалена покидает дом.
Прошло 20 лет, Леонарда осталась вдовой, и несмотря на то, что она является состоятельной женщиной, о личной жизни она не думает, однако повстречав на своём пути Хенаро Ончи, она вновь влюбилась.

## Создатели телесериала

### В ролях
- Вероника Кастро - Leonarda Ruán Vda. de Equigua
- Гильермо Капетильо - Hermilo Jaimez
- Альма Дельфина - Magdalena Beltrán "La Beltraneja"
- Хуан Солер - Genaro Onchi
- Сальвадор Санчес - Consejo Serratos
- Морника Санчес - Indalecia Navas
- Кариме Лосано - Braulia Felícitas María de la Salud Serna
- Хорхе Мартинес де Ойос - Don Chuchi Ríos
- Алисия Монтойя - Doña Hipólita de Zavala
- Хосе Карлос Руис - Arcadio Zamora
- Патрисия Рейес Спиндола - Martina "La Perra Zorra"
- Анхелина Пелаэс - Maclovia
- Луис Химено - Padre Arceo
- Лилия Арагон - "La Tapanca"
- Анна Сильветти - Cleotilde Ruán Vda. de Morales
- Роса Мария Бьянчи - Porfiria Cumbios
- Ана Берта Эспин - Rutila Cumbios
- Ана де ла Регуэра - Priscila Amezcua Ruán
- Херман Гутьеррес - Baldomero "Baldo" Irepán Ruán
- Оливия Букио - Eloísa Ruán de Amezcua
- Сильвия Манрикес - Jovita Ruán de Irepán
- Оскар Травен - Gumaro Amezcua
- Хуан Игнасио Аранда - Baldomero Irepán
- Луис Хавьер - Antonio Serna
- Орландо Мигель - Palemón Morales
- Беатрис Сесилия - Profesora Gildarda Zavala
- Монтсеррат Онтиверос - Melitona de Serna
- Адальберто Парра - Guadalupe Tiburcio
- Тео Тапия - Dr. Estanislao "Tanis" Allende
- Эванхелина Мартинес - Saturnina
- Лурдес Десчампс - Cayetana
- Эдуардо Ривера - Gildardo Heredia Zavala
- Хулио Брачо - Práxedes
- Марисоль дель Олмо - Leocadia
- Эухенио Бартилотти - Gamaliel
- Бальтасар Овиедо - Librado
- Адриана Лават - Librada "Dora Luz"
- Фернандо Роблес - Ambrosio
- Херардо Альбарран - Sebastián Paleo "Batán"
- Алехандро Вильелли - Tereso
- Лусия Паиллес - Pascuala
- Антонио Муньис - Silverio
- Мерседес Хиронелья - Plácida
- Габриэль Михарес - Fanno
- Мариана Брито - Milagros
- Лурдес Хауреки - Aureliana "Nelly"
- Мельба Луна - Simona
- Энрике Роча - Don Prisciliano Ruán
- Хорхе Руссек - Don Rosendo Equigua
- Арасели Арамбула - Leonarda Ruán
- Куно Бекер - Hermilo Jaimez
- Эванхелина Соса - Magdalena Beltrán "La Beltraneja"
- Хорхе Мария Васпик - Sebastián Paleo "El Batán"
- Марта Аура - Mercedes
- Аарон Эрнан - Don Felipe Tovar
- Арселия Рамирес - Ignacia La Rentería de Ruán
- Сусана Сабалета - Medarda Zavala
- Алехандро Томмаси - Malfavón Heredia
- Лурдес Мунгия - Altagracia "La Cheraneca"
- Сокорро Бонилья - Inmaculada de Beltrán
- Хоана Брито - Vittoria de Zamora
- Мануэль Гисар - Eduardo La Rentería
- Тере Лопес-Тарин - Dra. Josefina Talavera
- Марио Иван Мартинес - Stefano Onchi
- Сайде Сильвия Гутьеррес - Olinca
- Роберто Сен - Elio Maldonado
- Маурисио Кастильо - Fernando Urbina
- Адриана Фонсека - Jovita Ruán
- Кристина Алаторре - Eloísa Ruán
- Манола Диес - Cleotilde Ruán
- Алек Бон Барген - Malfavón Heredia
- Родриго Овиедо - Baldomero Irepán
- Виктор Гонсалес Рейносо - Gumaro Amezcua
- Эктор Крус - Dr. Tanis
- Фернандо Торре Лапхам - Señor Obispo
- Марко Бакусси - Guardaespaldas
- Алисия дель Лаго - Partera
- Фернанда Франко - Oralia
- Хорхе Ортис де Пинедо- Librado

### Административная группа
- оригинальный текст и адаптация: Хавьер Руан
- адаптация: Марио Эрнандес
- либретто: Серхио Шмуклер
- литературный редактор: Бегонья Фернандес
- музыкальная тема заставки: Pena de amor y muerte
- автор слов текста песни: Хуан Карлос Кальдерон
- вокал: Вероника Кастро
- художник-декоратор: Артуро Флорес
- начальник места проживания актёров: Сандра Кортес
- художники по костюмам: Сильвия Теран, Габриэла Куэллар, Лус Адриана Льямас
- художник по костюмам героини Вероники Кастро: Беатрис Кастро
- начальник производства: Марко Антонио Кано
- координатор артистов: Георгина Рамос
- редакторы: Эктор Маркес, Марко Родригес, Альфредо Хуарес
- администратор производства: Фаусто Саинс
- оператор-постановщик: Исабель Басурто
- режиссёр-постановщик: Бенхамин Канн
- ассоциированный продюсер: Эрнесто Эрнандес
- исполнительный продюсер: Хосе Альберто Кастро

## Награды и премии

### TVyNovelas(4 из 4)
| Номинация                    | Персона        | Итоги премии |
| ---------------------------- | -------------- | ------------ |
| Лучшая актриса второго плана | Альма Дельфина | ПОБЕДА       |
| Лучшая сценография           | Артуро Флорес  | ПОБЕДА       |
| Лучший костюмер              | Сандра Кортес  | ПОБЕДА       |
| Лучший сценарий              | Хавьер Руан    | ПОБЕДА       |

## Дубляж на русский язык
Телесериал был озвучен телекомпанией ТВ Центр и показан на одноимённом телеканале в 1998 году. Несколько мужских ролей и текст от автора (зачитывание титров) озвучил актёр Алексей Инжеватов, также роли озвучили Татьяна Васильева, Галина Кремнева, Ирина Маликова и Владимир Вихров.